# Lago Escondido (lago de Río Negro)
Para otros topónimos ver Lago Escondido
El lago Escondido es un lago ubicado en la zona cordillerana de la provincia de Río Negro, Argentina. Es conocido por ser el centro de un conflicto sobre el libre acceso a las aguas de uso público.

## Geografía
El lago se desarrolla entre la ruta nacional 40 y el límite con Chile entre las localidades de El Foyel y El Bolsón.
El lago es de origen glaciar es decir que ocupa una depresión cuyo origen se debe a la erosión ocasionada por un glaciar durante el Pleistoceno.
El lago tiene un largo total de 10 km y un ancho máximo 1.5 km; está orientado en dirección este-oeste con una curvatura hacia el sudoeste. Consta de dos cubetas unidas por un estrecho de 180 m. La profundidad máxima del lago es 94 m en la cubeta occidental y 85 m en la cubeta oriental.
Su cuenca tiene un área de 142 km², llega hasta la frontera con Chile y se completa con los lagos Montes, Soberanía y un cuarto lago sin nombre que continúan la curvatura hacia el sudoeste para terminar en dirección norte-sur. Estos tres pequeños lagos están unidos por un río que desemboca en la ribera occidental del Escondido y constituye su mayor afluente. 
El efluente se llama río Escondido, nace en el extremo oriental, tiene un caudal de 9 m³/s y es afluente del río Foyel y este, a su vez, del Manso. Todo este conjunto pertenece a la cuenca del río Puelo (vertiente del Pacífico). 
La cuenca está rodeada de cordones altos de 1800 m s. n. m. de altitud promedio entre los que se destaca el Cerro Ventisquero con 2298 m s. n. m.
Está ubicado en la ecorregión del bosque valdiviano El bioma del entorno consiste en bosques de ciprés asociado con coihue en el extremo oriental. Hacia el oeste, y con el aumento de las precipitaciones, el ciprés se ve reemplazado por el alerce. Si bien la zona se destaca por ausencia de flora exótica, no sucede lo mismo con la fauna, con importante presencia de jabalíes, aves e insectos exóticos. En las aguas abundan las truchas.

## Historia

### Ordenamiento legal
Según el Código Civil de la República Argentina (art 2340), los ríos y lagos son de dominio público. Según la Constitución de la Provincia de Río Negro (art 73) debe asegurarse el libre acceso con fines recreativos a las riberas de espejos de agua de dominio público. Durante el tiempo en que las tierras circundantes fueron propiedad de Montero, esto último no se cumplió: no se permitía el acceso a la costa oriental del lago. La única vía de acceso pública era una huella solo apta para caballos que llegaba a la costa occidental. En 1994 se crea el Área natural protegida Río Azul - Lago Escondido por Ley provincial 2833 la cual se reforma en 1999 por Ley 3267. Inicialmente el área incluía el Lago, sin embargo hoy, si bien incluye parte de la cuenca, no incluye el Lago Escondido ni su perilago.

### Montero
A fines de la década del 60 llegaron a la costa oriental Arsoindo Montero, María Ortiz y sus hijos: una familia que se dedicaba a la cría de vacas y ovejas. Ellos lograron la propiedad de las tierras por el procedimiento de la usucapión. Obtuvieron la propiedad de 8000 ha. El lago Escondido quedaba dentro de esas tierras. 

### Lewis
A mediados de la década de 1990 mueren Ortiz y uno de los hijos y en 1996 Montero decide vender. Por medio de las gestiones de Nicolás Van Ditmar, Joe Lewis, hombre de negocios inglés fundador del grupo inversor Tavistock, conoce la zona y el lago y compra las tierras. Lewis funda la firma Hidden Lake S.A. (Lago Escondido, en inglés) y Van Ditmar pasa a ser su socio y administrador. 
Hidden Lake realiza gran cantidad de construcciones en la costa oriental: 
- Una mansión de 2500 m² para uso personal de Lewis.
- Un centro de convenciones llamado All About Kids, de 4200 m².
- Hipódromo, kartódromo, cancha de fútbol donde se diputa la Copa Lago Escondido, cancha de básquet, de tenis, gimnasio, establo para 100 caballos.
- Cabañas para los 80 empleados y sus familias,
- Centro recreativo con conexión a internet y sala de cine, casa de muñecas.
- Central hidroeléctrica de paso de 600 kW en el río Escondido, con proyecto para ampliarla a 1 MW aprovechando un desnivel de 240 m en los saltos del río y con conexión al SADI,[6] proyecto que tampoco quedó exento de críticas.[7][8]

En los años siguientes Hidden Lake siguió adquiriendo tierras en el área circundante llegando a las 14000 ha.
En diciembre de 2022, mediante cadena nacional, el presidente de la Nación Argentina pidió a la justicia que investigara un presunto viaje de jueces, fiscales y funcionarios al lago.

## Accesos y el conflicto en torno a ellos
Los accesos al lago son:
- A la costa oriental, donde están ubicadas las construcciones de Hidden Lake:
  - Un camino rural de 18 km de ripio construido, mantenido y usado por la empresa Hidden Lake que nace en el km 1948 de la ruta nacional Nº 40, a 12 km al sur de la localidad de El Foyel.
  - El camino de Tacuifí: un camino rural que nace en la localidad de El Foyel construida por los vecinos sobre sendas de uso histórico de arreo de animales, de ripio con bajo mantenimiento. Luego de 12 km, el camino llega hasta el río Foyel, que debe vadearse (no siempre posible según el caudal del río) para continuar hasta el lago por un camino consolidado también de ripio.

- A la costa occidental:
  - Un sendero no apto para vehículos de 34 km que integra el circuito de excursionismo y senderismo de la zona, contando con varios refugios en su recorrido: Cajón del Azul, El Retamal y Los Laguitos. El recorrido comienza en Chacra Warton, último sitio donde llegan los vehículos ubicado a 14 km del centro de El Bolsón, son 24 km hasta Los Laguitos, el último de los refugios, y se recomienda realizarlo en dos días. De Los Laguitos al Lago Escondido hay 10 km más.[10]

En 2003 los legisladores provinciales Eduardo Chironi, Wood y Barreneche (ARI) presentaron un proyecto para que la provincia defina un acceso público al Lago dado que es un bien público.
En 2005 se hace fuerte la movilización popular por acceder al lago. El diputado nacional Julio Accavallo (Frente Grande) presenta un proyecto de resolución para «evitar la concentración de la tierra y recursos acuíferos en manos extranjeras» cuya fundamentación hace mención al Establecimiento Lago Escondido sobre las tierras que rodean el lago. En el mismo año, la legisladora provincial Magdalena Odarda (en aquel entonces perteneciente al bloque de legisladores del ARI; posteriormente Senadora Nacional mandato cumplido por el Frente para la Victoria y actual titular del INAI – Instituto Nacional de Asuntos Indígenas) presenta un recurso de amparo ante el Poder judicial de la provincia «con el fin de que se garantizara el libre acceso a Lago Escondido, habida cuenta de la imposibilidad de todo ciudadano de acceder a las costas de dominio público, exceptuando que mediara una invitación del Establecimiento Lago Escondido»
El juez de amparo se declaró incompetente y sostuvo que la vía procesal adecuada era el mandamus y que correspondía la competencia originaria del Superior Tribunal Provincial. Así, con el consentimiento de la amparista la presentación es remitida al Superior Tribunal. En el año 2005 el Superior Tribunal de Justicia de la Provincia de Río Negro rechaza la acción de mandamus.
En 2013 el gobernador Alberto Weretilneck descarta la posibilidad de realizar un acceso vehicular por el camino de Tacuifí por resultar ridículamente costoso: "la provincia no cuenta hoy con los casi 70 millones que cuesta expropiar 11 campos y construir tres puentes", sin mencionar que los citados campos son propiedad de la provincia en manos de ocupantes fiscaleros y desentendiéndose de un problema que es más político que económico. Ese mismo año, el juez de ejecución Marcelo Cuellar analizó la posibilidad de que queden establecidos definitivamente dos accesos públicos al Lago Escondido. Sin embargo, la sentencia de Cuéllar ha sido suspendida por la Cámara de Apelaciones pues el juez decidió más allá de su competencia sobre cuestiones que, según él, el Superior Tribunal no pronunció pero "retuvo en su mente" - el juez utiliza varias veces en su sentencia la expresión en latín: “in mens retenta”.

### Geografía
- Barzi, Alejandro. Estudio Cuenca Lago Escondido. Archivo en web.archive.org

### Historia
- Sánchez, Gonzalo. La Patagonia vendida Editorial Marea, 2006 Pags 34 a 68. Vista previa en Google Books